# Charles Manners (officier)
Pour les articles homonymes, voir Charles Manners.
Charles Manners (décédé le 5 décembre 1761) est un général Britannique, le neuvième et le plus jeune fils de John Manners (2e duc de Rutland).
Il sert comme officier dans les Scots Guards. Il est nommé capitaine dans le régiment le 4 juin 1745. Il lève un régiment d'infanterie en décembre 1755, et en devient colonel peu de temps avant la fin de l'année. C'est le 58e Régiment d'infanterie, peu de temps après, renuméroté le 56e Régiment d'infanterie.
Il est nommé major-général le 15 septembre 1759, et est mort en 1761.